# 데스 오브 미
《데스 오브 미》(DEATH OF ME)는 미국에서 제작된 대런 린 보우즈만 감독의 2020년 공포, 스릴러 영화이다. 매기 큐 등이 주연으로 출연하였고 데이빗 부엘로 등이 제작에 참여하였다.
Saban Films에 의해 2020년 10월 2일 첫 개봉하였다.

## 출연

### 주연
- 매기 큐
- 루크 헴스워스

### 조연
- 알렉스 에소
- 켈리 B. 존스
- 캣 잉카라트

## 기타
- 사운드슈퍼바이저: 알레한드로 케베도